# Ministère des Marchés publics
Le Ministère des marchés publics (en anglais, Ministry of public markets) est une institution camerounaise. Il est placé sous l’autorité d’un ministre délégué à la présidence de la République. Il est responsable de l’organisation et du bon fonctionnement des marchés publics.

## Historiques
Les grandes dates : 
- 1984 : Création d’un Ministère de l’information et des Marchés publics
- 1985 : Le Ministère de l’information et des Marchés publics passe sous le contrôle direct de la présidence
- 1986 : Le décret 86/903 introduit la notion de concurrence dans les Marchés publics
- 1988 : Suppression du Ministère de l’information et des Marchés publics
- 1995 : le décret 95/101 du 9 juin porte règlement des marchés publics. Pour la première fois, les concepts de Maitre d’ouvrage, maitre d’œuvre, autorité signataire, etc. sont définis. Ce décret assimile également ses violations aux atteintes à la fortune publique et évoque les sanctions
- 2001 : création de l’ARMP (Agence de Régulation des Marchés Publics)
- 2004 : publication du code des Marchés publics par le décret 2004/275 du 2 septembre.
- 2011 : Création du Ministère des Marchés publics
- 2013 : Lancement du projet coleps en vue de la dématérialisation de la passation des marchés
- 2018 : Un décret du premier ministre officialise et légalise la passation des marchés publics en ligne

## Organisation
L’autorité chargée des marchés publics fait partie des quatre principaux composants du système camerounais des marchés publics. Avec l’organisation chargée de la régulation des marchés publics, ils constituent la catégorie des acteurs non opérationnels.

## Missions
Ibrahim Talba Malla est l’autorité chargée des marchés publics.
À ce titre, il :
- signe les textes d’application du code des Marchés Publics ;
- prononce les sanctions des auteurs de mauvaises pratiques et des litiges résultants des marchés publics, ainsi que des désaccords entre les agents publics ;
- dispose des pouvoirs en matière d’autorisation de procédures exceptionnelles.

Il est également responsable de :
- la création, l’organisation et le fonctionnement des centres d’achat qui font l’objet d’un texte particulier de l’autorité chargée des marchés publics ;
- la création des commissions de passation des marchés (il peut en créer plusieurs auprès d’un seul maitre d’ouvrage en raison du volume d’activités, de la nature des prestations ou de la localisation des services), des commissions centrales ;
- la nomination des présidents des commissions de passation des marchés dont le mandat est de deux ans, renouvelable une fois ;
- la promulgation du texte particulier qui fixe le montant des indemnités des présidents, des membres, du secrétaire et des experts des commissions centrales de contrôle des marchés.

## Liste des responsables successifs du ministère des marchés publics
| N° | Périodes  | Noms et prénoms     | Images |
| -- | --------- | ------------------- | ------ |
| 1  | 2019-     | Ibrahim Talba Talla |        |
| 2  | 2011-2019 | Abba Sadou          |        |
| 3  | 1985-1988 | Paul Kamga Njike    |        |
| 4  | 1984-1985 | Daniel Kamgueu      |        |